# 陈郁发
陈郁发（1919年—2001年），曾用名胡玉发，男，安徽舒城人，中华人民共和国政治人物，曾任湖南省总工会主席，湖南省政协副主席。